# STS–66
Az STS–66 jelű küldetés az amerikai űrrepülőgép-program 66., a Atlantis űrrepülőgép 13. repülése.

## Jellemzői
A beépített kanadai Canadarm (RMS) manipulátor kart 50 méter kinyúlást biztosított (műholdak indítás/elfogása, külső munkák [kutatás, szerelések], hővédőpajzs külső ellenőrzése) a műszaki szolgálat teljesítéséhez.

### Első nap
1994. november 3-án a szilárd hajtóanyagú gyorsítórakéták, Solid Rocket Booster(SRB) segítségével Floridából, a Cape Canaveral (KSC) Kennedy Űrközpontból, a LC39–A (LC–Launch Complex) jelű indítóállványról emelkedett a magasba. Az orbitális pályája 90,6 perces, 57 fokos hajlásszögű, elliptikus pálya perigeuma 296 kilométer, az apogeuma 310 kilométer volt. Felszálló tömeg indításkor 111 304 kilogramm, leszálló tömeg 91 928 kilogramm. Szállított hasznos teher 10 544 kilogramm
A Shuttle–Mir program, a Nemzetközi Űrállomás (ISS) építésének tervezése, a nemzetközi erők bevonása az űrkutatásba, illetve az amerikai leszálló pályák időjárási viszontagságai sürgősségi leszállóhelyek kialakítását igényelte Portugáliában, Spanyolországban és Marokkóban.

## Hasznos teher
1. Spacelab mikrogravitációs laboratóriumban kereskedelmi megrendelésekre végeztek kutatási, kísérleti és anyag előállítási feladatokat. A legénység 12 órás váltásokban végezte az előírt programokat.
2. National Institutes of Health (NIH–R–1) – a NASA által kifejlesztett biológia kísérlet, vizsgálati patkányok bevonásával.
3. National Institutes of Health (NIH–C–2) – számítógép ellenőrizte szövettenyészet inkubátorban (csirkeembriók bevonásával).
4. Thermal Enclosure System (COS/TES) – fehérjék, makromolekulák és vírusok kutatása.
5. Thermal Enclosure System (VDA/STES) – fehérjék, makromolekulák és vírusok kutatása.
6. Space Acceleration Measurement System (SAMS) – ellenőrizte és rögzítette a magasabb frekvenciákat és vibrációkat.
7. Heat Pipe Performance-2 (HPP-2) – folyadék dinamikájának vizsgálata. Különböző fűtési, hűtési technikák tesztelése.

### Műhold
A tehertérben rögzített kommunikációs műholdakat a Canadarm (RMS) manipulátor kar segítségével pályairányba állították. A műhold pályairányba állítását követően az űrrepülőgép 13-16 kilométerre eltávolodott.

#### ATLAS–3
Tudományos munkáját tervezte a Deutsche Aerospace (DLR), üzemeltette a NASA/DLR. A NASA tudományos programjának keretében a Föld felső légkörének tudományos vizsgálatát segítő (platform) űrlaboratórium. A program első tagja ATLAS–1 az STS–45 űrrepülőgépen, az ATLAS–2 az STS–56 űrrepülőgépen szolgált.
Megnevezései: ATLAS–3 (Atmospheric Laboratory for Applications); CRIST–SPAS–1 (Cryogenic Infrared Spectrometers and Telescopes for the Atmosphere – Shuttle Palet Autonomous Satellite);  CRIST–SPAS–1 (Shuttle Palet Autonomous Satellite – Cryogenic Infrared Spectrometers and Telescopes for the Atmosphere) CRIST–SPAS–1 (1994-073B). Kódszáma: SSC 23341.
Többször felhasználható autonóm (önálló) tudományos műhold. Önálló platform (laboratórium) – infravörös spektrométer és teleszkóp –, visszanyerés után, kiértékelésre a Földre szállították. Feladata a Föld középső és alsó légkörének (150–20 kilométer között), és az ózon réteg alakulásának vizsgálata. Háromtengelyesen stabilizált rendszer a csillag érzékelők jeleinek és a műholdas navigációs rendszer (GPS) – a stabilitást és a pályakorrekciókat sűrített nitrogén hajtóanyaggal működő gázfúvókák biztosították. A platform henger alakú, szabálytalan prizma, hossza 4,05 méter, szélessége 1,75 méter. A távcső átmérője 1,3 méter, hossza 0,7 méter. Az orbitális egység pályája 90,51 perces, 56,99 fokos hajlásszögű, elliptikus pálya perigeuma 292 kilométer, az apogeuma 307 kilométer volt. Tömege: 3263, hasznos tömege 1900 kilogramm. Energiaellátását NiCd (kémiai) akkumulátorok biztosították, kapacitásuk 70 kilowattóra (kWh), 6–10 napos önálló működést biztosított. A tudományos adatokat rögzítették (kapacitása 60 Gbit), és a vevőállomásra továbbították.

#### Tizedik nap
1994. november 14-én Kaliforniában az Edwards légitámaszponton (AFB) szállt le. Összesen 10 napot, 22 órát, 34 percet és 2 másodpercet töltött a világűrben. 7 330 226 kilométert (4 554 791 mérföldet) repült, 174 alkalommal kerülte meg a Földet. Egy különlegesen kialakított Boeing 747 tetején visszatért kiinduló bázisára.

## Személyzet
(zárójelben a repülések száma az STS–66 küldetéssel együtt)
- Donald Ray McMonagle (3), parancsnok
- Curtis Lee Brown (2), pilóta
- Ellen Lauri Ochoa (2), küldetésfelelős
- Joseph Richard Tanner (1), küldetésfelelős
- Jean-François Clervoy (1), küldetésfelelős – Franciaország, CNES
- Scott Edward Parazynski (1), küldetésfelelős

### Visszatérő  személyzet
- Donald Ray McMonagle (3), parancsnok
- Curtis Lee Brown (2), pilóta
- Ellen Lauri Ochoa (2), küldetésfelelős
- Joseph Richard Tanner (1), küldetésfelelős
- Jean-François Clervoy (1), küldetésfelelős
- Scott Edward Parazynski (1), küldetésfelelős